# Careproctus aureomarginatus
Careproctus aureomarginatus is een straalvinnige vissensoort uit de familie van snotolven (Cyclopteridae). De wetenschappelijke naam van de soort is voor het eerst geldig gepubliceerd in 1991 door Andriashev.